# Karl Schranz
Karl Schranz (Sankt Anton am Arlberg, 18 novembre 1938) è un ex sciatore alpino austriaco, campione del mondo nella discesa libera e nella combinata a Chamonix 1962 e nello slalom gigante a Val Gardena 1970 e vincitore di due Coppe del Mondo generali, di tre di specialità e di numerose classiche dello sci alpino.

## Biografia

### Carriera sciistica

#### Stagioni 1956-1958
Karl Schranz, sciatore polivalente, debuttò in campo internazionale in occasione del 21º trofeo Arlberg-Kandahar, disputato tra il 9 e l'11 marzo 1956 a Sestriere, dove si classificò 17º nella discesa libera, 21º nello slalom speciale e 15º nella combinata; nella stagione successiva vinse la discesa libera e la combinata e fu 2º nello slalom speciale alla 22ª edizione del medesimo trofeo, disputata a Chamonix tra l'8 e il 10 marzo 1957, e si aggiudicò anche la discesa libera, lo slalom speciale e la combinata del Memorial Czech-Marusarz a Zakopane (22-24 marzo) e lo slalom gigante del Grand Prix du Printemps a Méribel (28 marzo).
Non fu convocato per partecipare ai Mondiali di Badgastein 1958; tuttavia scese come apripista nello slalom speciale, facendo registrare il miglior tempo in entrambe la manche: tale prestazione indusse la Federazione internazionale sci a non rendere più noti i tempi ottenuti dagli apripista. Nel prosieguo della stagione vinse la discesa libera, lo slalom speciale e la combinata del 23º trofeo Arlberg-Kandahar, disputato tra il 7 e il 9 marzo a Sankt Anton am Arlberg, la discesa libera, lo slalom speciale e la combinata del trofeo Holmenkollen-Kandahar (Holmenkollen, 13-15 marzo), i due slalom giganti, lo slalom speciale e la combinata del Grand Prix du Printemps (Val-d'Isère, 26-28 marzo), lo slalom gigante di Sölden (25 aprile) e quello del trofeo Kreuzer (Patscherkofel, 1º maggio).

#### Stagioni 1959-1962
Nel 1959 al 28º trofeo del Lauberhorn (Wengen, 9-10 gennaio) si aggiudicò la discesa libera; vinse quindi lo slalom speciale e la combinata (Parsenn Gold Cup) del 10º Fair-Play Derby (Davos-Lenzerheide, 22-25 gennaio), la discesa libera e la combinata dell'Arlberg-Kandahar (Garmisch-Partenkirchen, 5-7 gennaio) e la discesa libera, lo slalom gigante e la combinata della 3-Tre (Madonna di Campiglio, 13-15 febbraio). L'anno dopo ottenne il suo primo successo al trofeo dell'Hahnenkamm di Kitzbühel, nello slalom gigante del 15 gennaio, ed esordì ai Giochi olimpici invernali: a Squaw Valley 1960 si classificò al 7º posto sia nella discesa libera sia nello slalom gigante.
Nel 1961 conquistò la combinata della Val Gardena (11-12 febbraio), i due slalom giganti di Arosa (25-26 marzo) e lo slalom gigante del trofeo Kreuzer di Patscherkofel (2 aprile). L'anno seguente, dopo essersi aggiudicato la discesa libera e la combinata del trofeo Ilio Colli a Cortina d'Ampezzo (27-28 gennaio) e lo slalom gigante e la combinata della coupe Émile Allais a Megève (2-4 febbraio), ai Mondiali di Chamonix 1962 vinse la medaglia d'oro nella discesa libera e nella combinata, quella d'argento nello slalom gigante e si piazzò 4º nello slalom speciale; conquistò quindi la discesa libera e la combinata dell'Arlberg-Kandahar (Sestriere, 9-11 marzo).

#### Stagioni 1963-1966
Anche nel 1963 vinse la discesa libera del trofeo del Lauberhorn (Wengen, 12-13 gennaio), mentre l'anno dopo ai IX Giochi olimpici invernali di Innsbruck 1964, validi anche come Mondiali 1964, vinse la medaglia d'argento nello slalom gigante e si classificò 13º nella discesa libera, 24º nello slalom speciale e 6º nella combinata (disputata in sede olimpica ma valida solo per i Mondiali); nel prosieguo della stagione si aggiudicò lo slalom speciale e la combinata dell'Holmenkollen-Kandahar (Voss, 14-15 marzo), lo slalom gigante e lo slalom speciale di Oppdal (21-22 marzo) e lo slalom speciale e la combinata del Bud Werner Memorial (Sugar Bowl, 25-26 aprile).

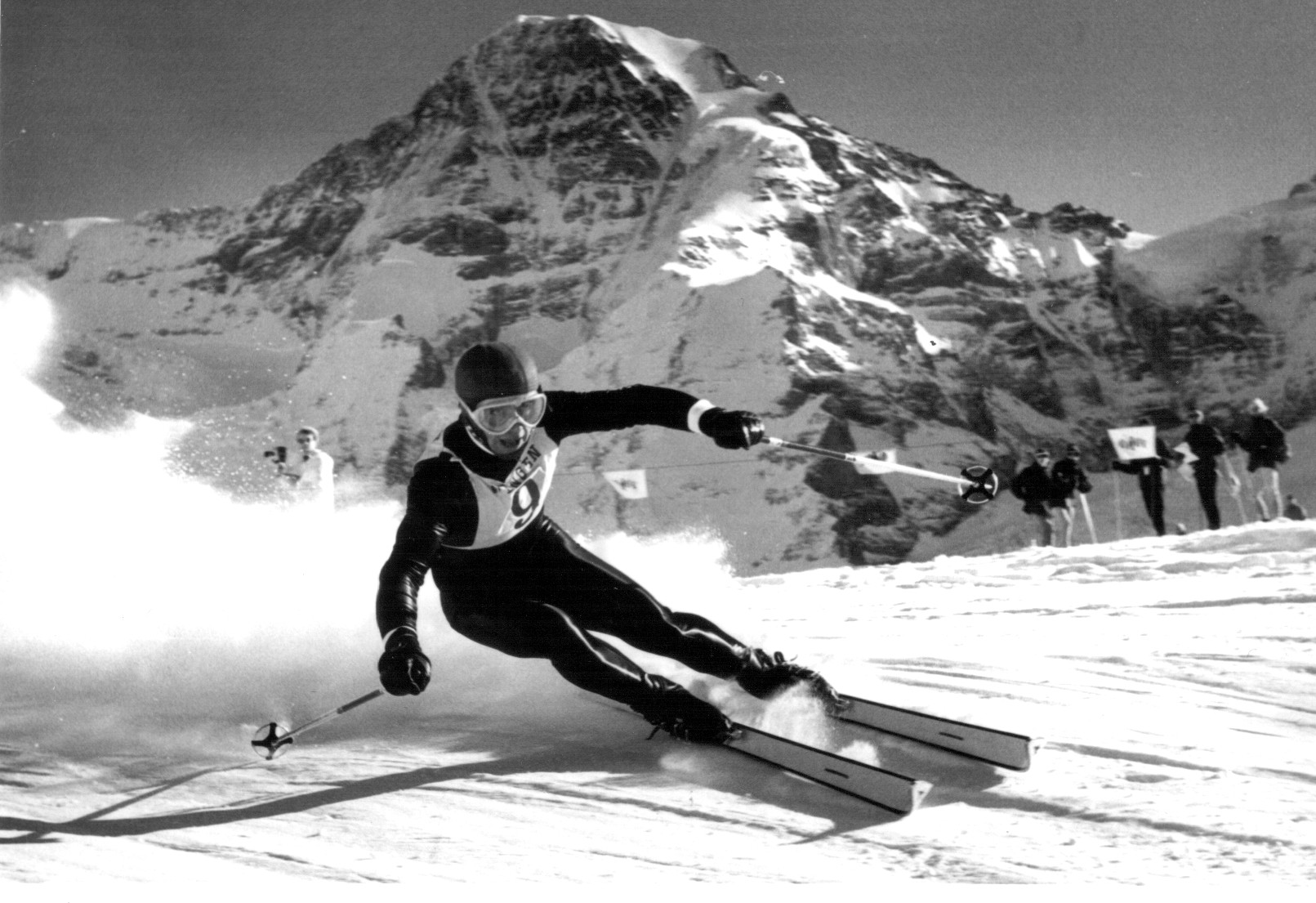
Karl Schranz sulla Lauberhorn nel 1966, con il Mönch alle spalle: in quella stagione si aggiudicò sia la discesa libera sia la combinata

Nel 1965 vinse la combinata del Lauberhorn (Wengen, 9-10 gennaio), la discesa libera dell'Arlberg-Kandahar (Sankt Anton am Arlberg, 15-17 gennaio), la discesa libera e la combinata della Harriman Cup (Sun Valley, 23-24 marzo) e lo slalom speciale degli US Open (Crystal Mountain, 1º-4 aprile 1965). Anche il 1966 vide Schranz trionfatore al Lauberhorn di Wengen, nella discesa libera e nella combinata (15-16 gennaio); vinse quindi la discesa libera della Streif e la combinata dell'Hahnenkamm di Kitzbühel (22-23 gennaio), lo slalom speciale e la combinata della coupe Émile Allais a Megève (28-30 gennaio), gli slalom giganti di Sun Valley del 26 marzo (Bud Werner Memorial) e del 27 marzo (Harriman Cup). In chiusura di stagione, ai Mondiali di Portillo 1966, Schranz vinse la medaglia di bronzo nello slalom gigante, si classificò 9º nella discesa libera e non completò lo slalom speciale.

#### Stagioni 1967-1968
Nel 1967 partecipò alla prima edizione della Coppa del Mondo di sci alpino: esordì nella gara inaugurale del circuito, lo slalom speciale di Berchtesgaden del 5 gennaio 1967 (7º), ottenne il primo podio il 29 gennaio 1967 a Megève in slalom speciale (3º) e concluse la stagione al 7º posto della classifica generale.
Nella successiva stagione 1967-1968 vinse lo slalom speciale e la combinata del Critérium de la première neige (Val-d'Isère, 12-15 dicembre), non valido ai fini della Coppa del Mondo, e partecipò ai X Giochi olimpici invernali di Grenoble 1968, sua ultima presenza olimpica, dove fu 5º nella discesa libera, 6º nello slalom gigante e non completò lo slalom speciale nel quale nella seconda manche fu squalificato per aver saltato una porta: protestò dicendo di essere stato disturbato da un addetto alla pista e ottenne di ripetere la discesa, ma la giuria confermò comunque la squalifica in via definitiva. Alla fine di quella stagione 1967-1968 fu 3º nella classifica della Coppa del Mondo di discesa libera, con il 2º posto nella discesa libera di Wengen come unico podio stagionale.

#### Stagioni 1969-1970
In Coppa del Mondo il 12 dicembre 1968 conquistò la prima vittoria, nello slalom gigante di Val-d'Isère; in quella stagione 1968-1969 ottenne 8 podi con 5 vittorie (tra le quali nuovamente la discesa libera del Lauberhorn l'11 gennaio a Wengen, quella dell'Hahnenkamm il 18 gennaio a Kitzbühel e quella dell'Arlberg-Kandahar il 1º febbraio a Sankt Anton am Arlberg) e si aggiudicò sia la Coppa del Mondo generale (con 59 punti di vantaggio su Jean-Noël Augert), sia le Coppe di specialità di discesa libera (sopravanzando Henri Duvillard e Heini Messner, secondi a pari merito, di 15 punti) e di slalom gigante (con 9 punti di margine su Reinhard Tritscher). Tra le classiche non valide per la Coppa del Mondo, vinse anche la combinata dell'Arlberg-Kandahar (Sankt Anton am Arlberg, 31 gennaio-2 febbraio).
Si ripeté anche nella Coppa del Mondo 1969-1970, vincendo la Coppa del Mondo generale (con 3 punti di margine su Patrick Russel) e quella di discesa libera (a pari merito con Karl Cordin); i suoi podi stagionali furono 8 con 4 vittorie (tra le quali lo slalom gigante dell'Internationalen Adelbodner Skitage sulla Chuenisbärgli di Adelboden il 5 gennaio, la discesa libera della coupe Émile Allais a Megève il 23 gennaio e la discesa libera dell'Arlberg-Kandahar a Garmisch-Partenkirchen il 1º febbraio). Nella stessa stagione partecipò ai Mondiali di Val Gardena 1970, sua ultima presenza iridata, dove si laureò campione del mondo nello slalom gigante, si classificò 4º nella discesa libera e non completò lo slalom speciale.

#### Stagioni 1971-1972
Nella stagione 1970-1971 ottenne due soli podi in Coppa del Mondo, senza vittorie; tornò al successo nella successiva stagione 1971-1972, ultima annata agonistica di Schranz, che si impose nelle classiche discese libere del Critérium de la première neige (Val-d'Isère, 12 dicembre) e dell'Hahnenkamm (Kitzbühel, 14 e 15 gennaio), sue ultime vittorie e ultimi podi nel circuito. A fine stagione risultò 2º nella classifica della Coppa del Mondo di discesa libera, superato dal vincitore Bernhard Russi di 27 punti.
Convocato per partecipare agli XI Giochi olimpici invernali di Sapporo 1972, Schranz figurava tra i favoriti per la gara inaugurale di discesa libera del 5 febbraio, ma fu bandito dalle Olimpiadi con un voto del Comitato Olimpico Internazionale solo pochi giorni prima della cerimonia d'apertura a causa dei suoi contratti con i produttori di sci per testare e progettare le loro attrezzature: la decisione del CIO sollevò l'ira degli austriaci che minacciarono di ritirare la loro intera squadra, senza comunque dar seguito alla minaccia. Al suo rientro a Vienna migliaia di persone gli riservarono una accoglienza da eroe, ma dopo quest'esclusione Schranz, soprannominato il "Re dell'Arlberg" (König vom Arlberg) pose fine alla sua carriera agonistica; la sua ultima gara in carriera rimase così lo slalom gigante di Adelboden del 24 gennaio 1972, non completato da Schranz.

### Altre attività

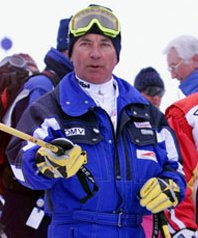
Schranz nel 2001

Schranz si impegnò considerevolmente a far assegnare i Campionati mondiali di sci alpino 2001 alla sua città natale, Sankt Anton am Arlberg, dove continuò a risiedere con la sua famiglia gestendo un albergo di sua proprietà; in occasione dei I Giochi olimpici giovanili invernali di Innsbruck 2012 fu portabandiera della bandiera olimpica durante la cerimonia di apertura.

## Palmarès

### Olimpiadi
- 1 medaglia, valida anche per i Mondiali:
  - 1 argento (slalom gigante a Innsbruck 1964)

### Mondiali
- 5 medaglie, oltre a quella conquistata in sede olimpica e valida anche per i Mondiali:
  - 3 ori (discesa libera, combinata a Chamonix 1962; slalom gigante[43] a Val Gardena 1970)
  - 1 argento (slalom gigante a Chamonix 1962)
  - 1 bronzo (slalom gigante a Portillo 1966)

### Classiche
3-Tre
- 3 vittorie (discesa libera, slalom gigante, combinata a Madonna di Campiglio 1959)

Arlberg-Kandahar
- 12 vittorie (discesa libera, combinata a Chamonix 1957; discesa libera, slalom speciale, combinata a Sankt Anton am Arlberg 1958; discesa libera, combinata a Garmisch-Partenkirchen 1959; discesa libera, combinata a Sestriere 1962; discesa libera a Sankt Anton am Arlberg 1965; discesa libera[43], combinata a Sankt Anton am Arlberg 1969; discesa libera[43] a Garmisch-Partenkirchen 1970)

Bud Werner Memorial
- 3 vittorie (slalom speciale, combinata a Sugar Bowl 1965; slalom gigante a Sun Valley 1966)

Coupe Émile Allais
- 5 vittorie (slalom gigante, combinata a Megève 1962; slalom speciale, combinata a Megève 1966; discesa libera[43] a Megève 1970)

Critérium de la première neige
- 3 vittorie (slalom speciale, combinata a Val-d'Isère 1967; slalom gigante[43] a Val-d'Isère 1968)

Grand Prix du Printemps
- 5 vittorie (slalom gigante a Méribel 1957; slalom gigante/1, slalom gigante/2, slalom speciale, combinata a Val-d'Isère 1958)

Hahnenkamm
- 4 vittorie (slalom gigante a Kitzbühel 1960; discesa libera, combinata a Kitzbühel 1966; discesa libera[43] a Kitzbühel 1969)

Harriman Cup
- 3 vittorie (discesa libera, combinata a Sun Valley 1965; slalom gigante a Sun Valley 1966)

Holmenkollen-Kandahar
- 5 vittorie (discesa libera, slalom speciale, combinata a Holmenkollen 1958; slalom speciale, combinata a Voss 1964)

Internationalen Adelbodner Skitage
- 1 vittoria (slalom gigante[43] ad Adelboden 1970)

Lauberhorn
- 6 vittorie (discesa libera a Wengen 1959; discesa libera a Wengen 1963; combinata a Wengen 1965; discesa libera, combinata a Wengen 1966; discesa libera[43] a Wengen 1969)

### Coppa del Mondo
- Vincitore della Coppa del Mondo nel 1969 e nel 1970
- Vincitore della Coppa del Mondo di discesa libera nel 1969 e nel 1970
- Vincitore della Coppa del Mondo di slalom gigante nel 1969
- 23 podi:
  - 12 vittorie
  - 3 secondi posti
  - 8 terzi posti

#### Coppa del Mondo - vittorie
| Data             | Località               | Paese          | Specialità |
| ---------------- | ---------------------- | -------------- | ---------- |
| 12 dicembre 1968 | Val-d'Isère            | Francia        | GS         |
| 11 gennaio 1969  | Wengen                 | Svizzera       | DH         |
| 18 gennaio 1969  | Kitzbühel              | Austria        | DH         |
| 1º febbraio 1969 | Sankt Anton am Arlberg | Austria        | DH         |
| 15 marzo 1969    | Mont-Sainte-Anne       | Canada         | GS         |
| 5 gennaio 1970   | Adelboden              | Svizzera       | GS         |
| 23 gennaio 1970  | Megève                 | Francia        | DH         |
| 1º febbraio 1970 | Garmisch-Partenkirchen | Germania Ovest | DH         |
| 10 febbraio 1970 | Val Gardena            | Italia         | GS         |
| 12 dicembre 1971 | Val-d'Isère            | Francia        | DH         |
| 14 gennaio 1972  | Kitzbühel              | Austria        | DH         |
| 15 gennaio 1972  | Kitzbühel              | Austria        | DH         |

Legenda:

DH = discesa libera

GS = slalom gigante

### Campionati austriaci
- 15 medaglie[45]:
  - 9 ori (slalom speciale nel 1961[46]; slalom speciale, combinata nel 1962; discesa libera, slalom speciale nel 1963; discesa libera nel 1965; slalom gigante nel 1966; discesa libera, combinata nel 1968)
  - 4 argenti (discesa libera, combinata nel 1961; discesa libera, slalom gigante nel 1967)
  - 2 bronzi (slalom gigante nel 1965[senza fonte]; slalom gigante nel 1968)

## Onorificenze

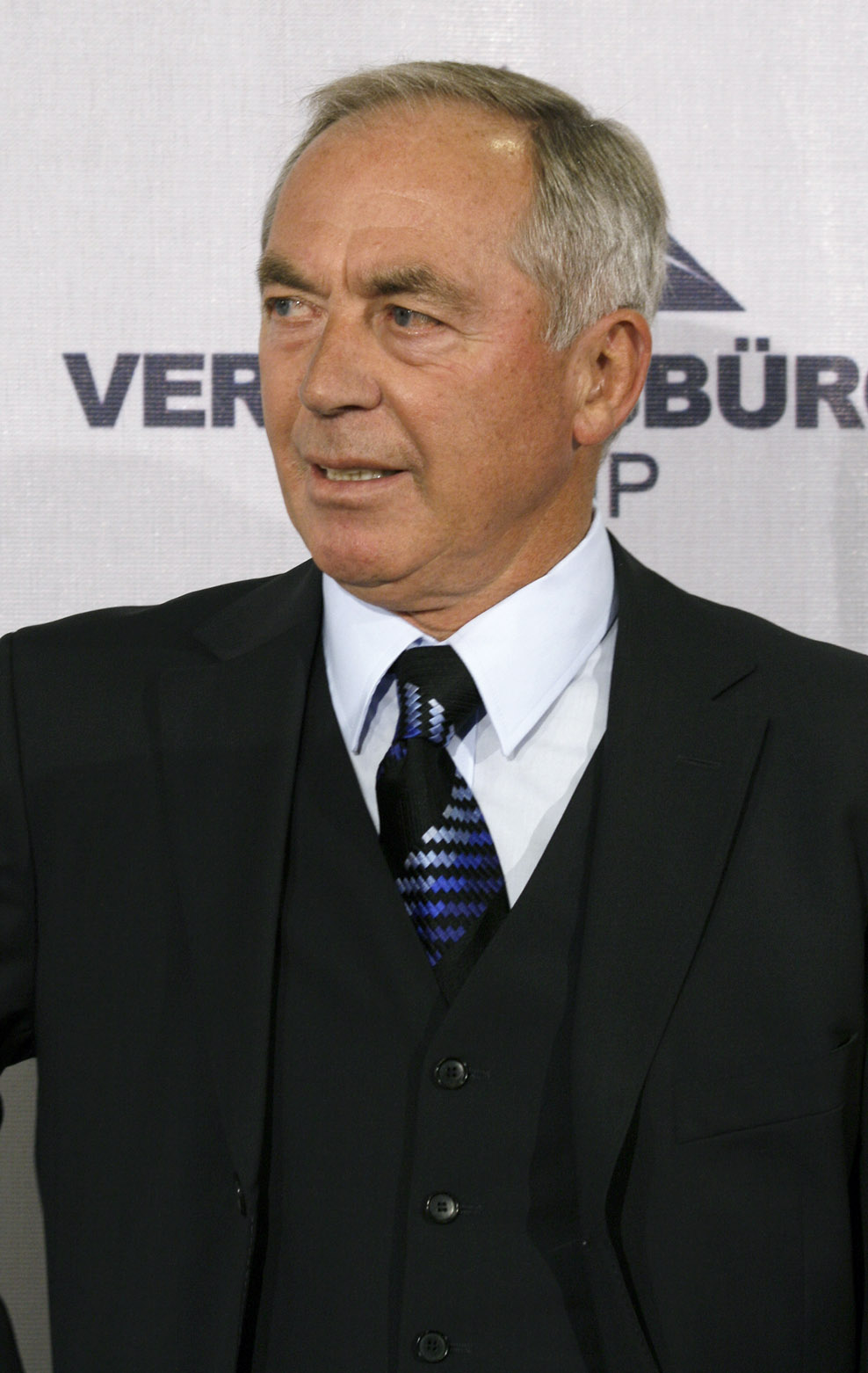
Karl Schranz alla Nacht des Sports 2008

## Statistiche

### Podi in Coppa del Mondo
| Stagione/Specialità | Discesa libera | Discesa libera | Discesa libera | Slalom gigante | Slalom gigante | Slalom gigante | Slalom speciale | Slalom speciale | Slalom speciale | Podi totali |
| ------------------- | -------------- | -------------- | -------------- | -------------- | -------------- | -------------- | --------------- | --------------- | --------------- | ----------- |
| Stagione/Specialità | 1º             | 2º             | 3º             | 1º             | 2º             | 3º             | 1º              | 2º              | 3º              | Podi totali |
| 1967                |                |                |                |                |                |                |                 |                 | 1               | 1           |
| 1968                |                | 1              |                |                |                |                |                 |                 |                 | 1           |
| 1969                | 3              |                |                | 2              | 1              | 1              |                 | 1               |                 | 8           |
| 1970                | 2              |                | 1              | 2              |                | 3              |                 |                 |                 | 8           |
| 1971                |                |                | 2              |                |                |                |                 |                 |                 | 2           |
| 1972                | 3              |                |                |                |                |                |                 |                 |                 | 3           |
| Totale              | 8              | 1              | 3              | 4              | 1              | 5              | 0               | 1               | 1               | 23          |
| Totale              | 12             | 12             | 12             | 9              | 9              | 9              | 2               | 2               | 2               | 23          |

## Riconoscimenti
- Sportivo austriaco dell'anno nel 1959, nel 1962 e nel 1970[39]
- Premio Skieur d’Or dell'Association Internationale des Journalistes de Ski nel 1966, nel 1969 e nel 1970[39]